# ACS Medicinal Chemistry Letters
ACS Medicinal Chemistry Letters (abrégé en ACS Med. Chem. Lett.) est une revue scientifique à comité de lecture mensuelle qui publie des articles sous la forme de communications concernant la chimie médicinale et la pharmacologie.
Elle est publiée par la Société américaine de chimie (ACS, American Chemical Society).
L'actuel directeur de publication est Dennis C. Liotta (université Emory, États-Unis).